# Velika Dolina
Velika Dolina je naselje u Općini Brežice u istočnoj Sloveniji. Velika Dolina se nalazi u pokrajini Dolenjskoj i statističkoj regiji Donjoposavskoj. 

## Stanovništvo
Prema popisu stanovništva iz 2002. godine Velika Dolina je imala 145 stanovnika.

### Etnički sastav
1991. godina:
- Slovenci: 205 (98,1%)
- Hrvati: 4 (2,5%)
- Mađari: 1
- Nezpoznato: 4 (2,5%)